# George Maciunas
George Maciunas (in lituano Jurgis Mačiūnas; Kaunas, 8 novembre 1931 – Boston, 9 maggio 1978) è stato un artista e architetto lituano naturalizzato statunitense.

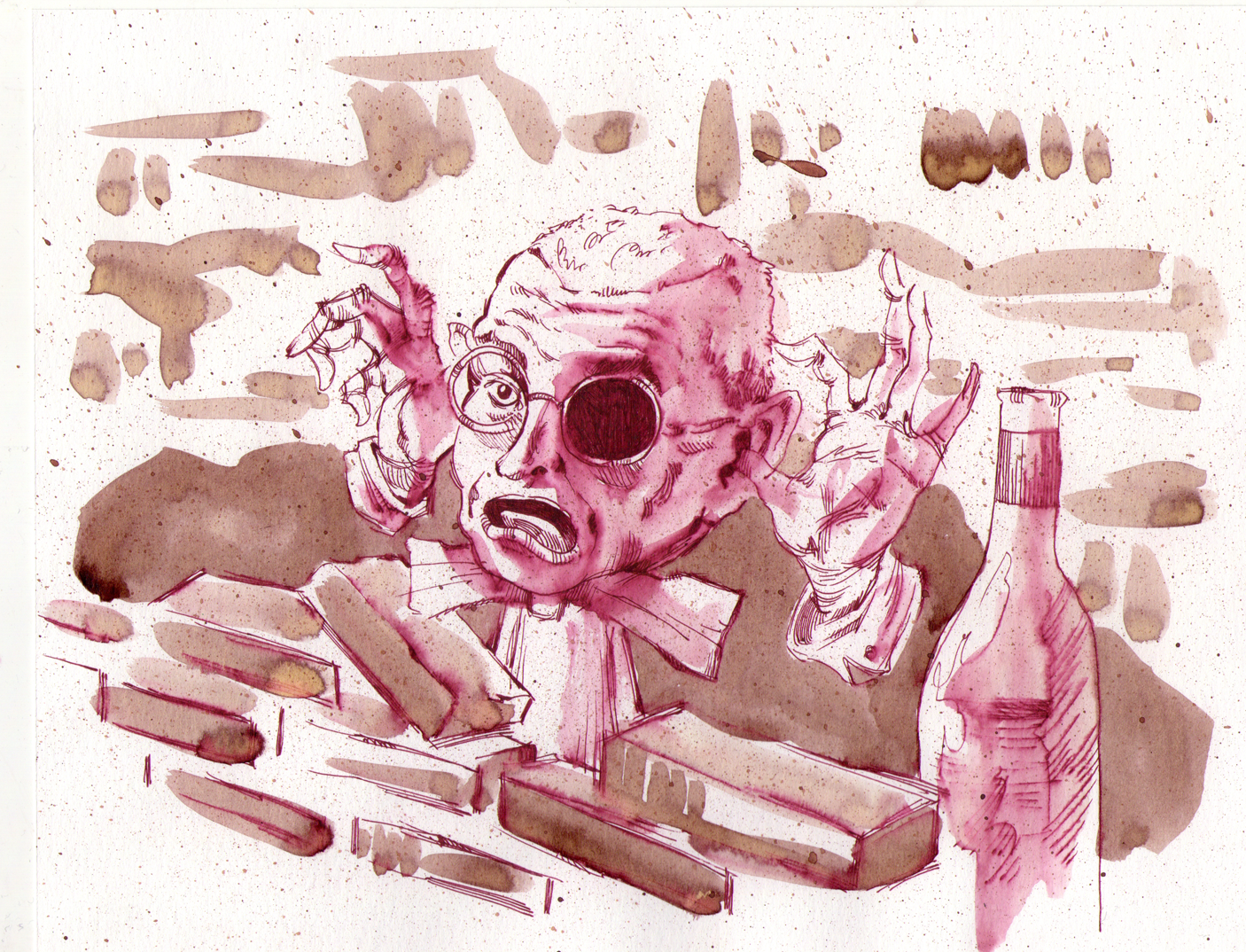
Disegno artistico dedicato a George Maciunas

È considerato uno dei fondatori del Fluxus: movimento artistico internazionale di artisti, architetti, compositori e designers. La paternità del nome del movimento artistico viene attribuita proprio a Maciunas.

## Biografia
George Maciunas nacque a Kaunas in Lituania, da padre lituano e madre russa. Da giovane emigrò negli Stati Uniti dove studiò architettura al Carnegie Mellon University, successivamente si rifugiò in Germania per fuggire ai suoi creditori. nel 1962 Proprio in Germania Maciunas insieme a Dick Higgins, Nam June Paik, Wolf Vostell, Emmett Williams, Alison Knowles e Ben Patterson organizzò nella città Wiesbaden il primo festival del movimento Fluxus.
Maciunas realizzò la costruzione di diversi attici a New York ed una fattoria a Great Barrington, nel Massachusetts. Maciunas ha reso il quartiere di SoHo un rifugio per artisti, convertendo edifici fatiscenti in attici e luoghi vivibili. Amico di molti artisti (tra i quali si citano Jonas Mekas, La Monte Young, Nam June Paik, e Yōko Ono) fece molto per l'avanzamento delle loro carriere. Nel 1975 rimase gravemente ferito durante un assalto da parte di alcuni creditori, attacco che lo rese cieco ad un occhio. Dopo aver sofferto di cancro morì a Boston nel 1978.

## Film
- George, Jeffrey Perkins, USA, 2018[1]